# Callogorgia gilberti
Callogorgia gilberti är en korallart som först beskrevs av Nutting 1908.  Callogorgia gilberti ingår i släktet Callogorgia och familjen Primnoidae. Inga underarter finns listade i Catalogue of Life.